# Центр підготовки сил спеціальних операцій ВМС США
Центр підготовки сил спеціальних операцій ВМС США імені Філа Баклей (англ. United States Phil Bucklew Naval Special Warfare Center, NSWC) — військовий навчальний заклад, навчальний центр, що структурно входить до складу Командування військово-морських спеціальних операцій ВМС США, й призначений для всебічної підготовки операторів, фахівців та спеціалістів сил військово-морських спеціальних операцій, забезпечення ефективного процесу їх тренування та навчання, удосконалення доктрини застосування сил військово-морських спецоперацій країни, а також для тестування нових форм та способів застосування сил спецоперацій й випробування нових зразків озброєння та військової техніки, оснащення тощо.
Центр носить ім'я одного з найвідоміших морських котиків часів Другої світової війни полковника Філа Баклей.

## Структура NSWC
Центр підготовки сил спеціальних операцій ВМС США складається з таких компонентів та інсталяцій, де здійснюється весь процес підготовки навчання фахівців ССО ВМС:
- NAVSCIATTS, Тренувальна школа підготовки інструкторів малих кораблів ВМС, Космічний центр імені Джона Стенніса, Міссісіпі.
- CTR DET, Тренувальний бойовий загін, Кі-Вест, Флорида
- CTR DET, Літтл-Крік, Вірджинія
- CTR DET, Гарлбарт Філд, Флорида
- CTR DET, Випробувальний полігон Юма, Аризона
- DET KODIAK, Центр підготовки у екстремально холодних умовах ВМС США, Кадьяк, Аляска
- NSWC ADV TRNG, Коронадо, Каліфорнія
- Naval SPECWAR Група доставки SEAL (SDV) навчальний загін, Панама (NSA PC)[2]
- CTR DET, Навчальний центр гірської підготовки імені М.Мансура, Кампо, Каліфорнія.[3]

| Організаційно-штатна структура Центра підготовки сил спеціальних операцій ВМС США |
| --------------------------------------------------------------------------------- |
|                                                                                   |

## Відео
- Naval Special Warfare Center — Intro To SEAL & SWCC Training [Архівовано 6 квітня 2016 у Wayback Machine.]